# Backwardation
In de futurehandel wordt gesproken over backwardation als de huidige prijs van een goed, de spotprijs, hoger is dan de prijs voor levering in de toekomst. Dit in tegenstelling tot de omgekeerde situatie dat voor levering in de toekomst een hogere prijs wordt gevraagd dan voor onmiddellijke levering. Deze situatie wordt contango genoemd. In een situatie van backwardation leidt een long positie in termijncontracten bij gelijkblijvende prijzen tot een positief (rol)rendement.